# Reginaldo I de Langhals
Reginaldo I de Langhals ou Reginar da Lorena ou Regnier I de Hainaut  (c. 850 - 915) foi o duque da Lorena a partir de 910 e até à sua morte. A sua origem encontra-se na nobre família Reginarids, originária da Lotaríngia.

## Biografia
Foi filho de Giselberto de Maasgau e Darnau, conde de Maasgau, e de uma filha de Lotário I de quem o nome não é totalmente conhecido que puderá ser Irmengarda da Alemanha, ou Hiltrude, Bertha, ou Gisela.
Sucedeu ao seu pai no condado de Maasgau e foi o abade laico de Echternach entre 897 e 915, de Maastricht de antes de maio de 898, e de Stablo e Malmedy entre 900 e 902.
Era o Conde de Mons, quando em 870, juntamente com Franco de Liège, bispo de Liège, liderou um exército contra o viquingues em Walcheren. Foi como Duque de Hesbaye e Hainaut, que juntamente com Radbold liderou um exército frísio contra as forças de Rollo um pouco mais tarde, tendo neste caso perdido e sido forçados a voltar para as suas fortalezas.

## Relações familiares
Foi filho de Giselberto de Maasgau e Darnau (c. 825 - 875), conde de Maasgau, e de uma filha de Lotário I (795 — Prüm, 29 de Setembro de 855) e de Ermengarda de Orleães e Tours (804 - 20 de março de 851), de quem o nome não é totalmente conhecido que puderá ser Irmengarda da Alemanha, ou Hiltrude, Bertha, ou Gisela. Casou Hersent de França (c. 865 -?), tida por filha do rei Carlos II de França, e de quem teve: 
1. Symphoria de Hainaut casada com Bérenger de Namur (? - 924 ou 946), Conde de Namur desde 908 até a sua morte;
2. Reginaldo II de Hainaut (890 - 932), Conde de Hainaut;
3. Gilberto de Lotaringia (c. 885 - Batalha de Andernach, 2 de outubro de 939) casou com Gerberga da Saxónia (? - 5 de maio de 959), filha de Henrique I da Germânia e de Matilde de Ringelheim "Santa Matilde" (890 - 14 de Março de 968);[4]
4. N de Hainaut;
5. Balderic de Utrecht, Bispo de Utrecht.